# Saudi Aramco
Saudi Aramco (араб. أرامكو السعودية‎ ʾArāmkō al-Saʿūdiyyah), полное наименование Saudi Arabian Oil Group, ранее также Saudi Arabian Oil Company — национальная нефтяная компания Саудовской Аравии. Одна из крупнейших нефтяных компаний мира по показателю добычи нефти и размеру нефтяных запасов, на неё приходится около 12 % мировых запасов нефти, 10 % её добычи, 14 % экспорта. Является источником до 80 % доходов в саудовский бюджет.
Штаб-квартира находится в Дахране. В списке крупнейших компаний мира Forbes Global 2000 за 2021 год заняла 5-е место (12-е по размеру выручки, 3-е по чистой прибыли, 84-е по активам и 3-е по рыночной капитализации).
В 2019 и 2022 годах была самой дорогой компанией в мире (рыночная капитализация составляла $1,7 трлн и $2,43 трлн соответственно).

## История
В сентябре 1932 года было создано государство Саудовская Аравия; США признали его, тогда же было достигнуто концессионное соглашение короля Саудовской Аравии Абдул-Азиза Аль Сауда с американской нефтяной компанией Standard Oil of California (современная Chevron); концессия на геологоразведку в восточной части Аравийского полуострова была получена при активном участии Сент-Джона Филби.
В ноябре 1933 года была создана компания California Arabian Standard Oil Company, в 1936 году 50-процентную долю в ней приобрела Texaco. Первая нефть была найдена в марте 1938 года, в том же году начался её экспорт через порт Рас-Таннура, там же началось строительство первого нефтеперерабатывающего завода.
В 1944 году название компании было изменено на Arabian American Oil Company (Aramco, Аравийско-Американская нефтяная компания), её штаб-квартира разместилась в Сан-Франциско.
Вторая мировая война продемонстрировала огромное стратегическое значение нефти, и с её окончанием значительные ресурсы США были направлены на расширение нефтедобычи на Аравийском полуострове, за 5 лет она увеличилась в 25 раз (с 20 тыс. баррелей в день в 1944 году до 500 тыс. баррелей в 1949 году).
В 1948 году в долю вошли ещё две американские нефтяные компании, Standard Oil Company of New Jersey и Socony-Vacuum Oil Company (позже они объединились в ExxonMobil).
С 1950 года саудовское правительство получало половину чистой прибыли Aramco.
К 1959 году уровень добычи нефти достиг 1,2 млн баррелей в сутки, доказанные запасы благодаря открытию месторождений Гавар и Саффания достигли 50 млрд баррелей.
В марте 1972 года правительство Саудовской Аравии добилось 20-процентной доли в Aramco, а в 1980 году доля была увеличена до 100 %, хотя все четыре американские компании сохранили по три места в совете директоров (из 20 мест), нефть продолжала продаваться через их сети. В 1980 году был достигнут рекордный уровень добычи — 9,9 млн баррелей в сутки.
Прибыль от продажи нефти инвестировалась в развитие инфраструктуры: в 1975 году началось строительство системы газопроводов Master gas system (MGS),
в 1977 году была создана дочерняя электрокомпания Saudi Consolidated Electric Company (в 1983 году стала самостоятельной).
Падение цены на нефть в начале 1980-х годов привело к сокращению нефтедобычи компанией до 4 млн баррелей в сутки в 1985 году.
В 1980 году был проложен нефтепровод длиной 1200 км, связавший восточное и западное побережье Саудовской Аравии.
В ноябре 1988 года компания поменяла своё название с Arabian American Oil Company на Saudi Arabian Oil Company, штаб-квартира была перенесена в Дахран, её возглавил Али Наими (до этого её возглавляли только американцы).
Во время войны в Персидском заливе (1991) Saudi Aramco увеличила уровень добычи до значений, близких к 10 млн баррелей в сутки, также быстро наращивались нефтеперерабатывающие мощности.
В 1993 году в компанию были влиты все активы по переработке нефти и реализации нефтепродуктов в Саудовской Аравии, таким образом Saudi Aramco стала интегрированной нефтяной компанией.
Начиная с 1990-х годов всё большая часть экспорта нефти направляется в Азию (Китай, Япония, Южная Корея, Индия).
В 2003—2006 годах было создано несколько совместных предприятий по разработке месторождений природного газа в Саудовской Аравии; партнёрами Saudi Aramco стали британская Shell, итальянская Eni, испанская Repsol, французская Total, российская «Лукойл», китайская Sinopec.
По оценке газеты Financial Times, на 2006 год являлась крупнейшей компанией в мире по стоимости бизнеса (781 млрд долл.). По данным компании в 2006 году её добыча составляла 8,9 млн баррелей нефти в день, что соответствует 443,1 млн тонн нефти в год. Истощение запасов компании на этот год оценивалось в 28 %, в том числе на крупнейшем месторождении Гавар — 48 %.
В 2012 году компания подверглась хакерской атаке через компьютерный вирус Shamoon, в результате которой серверы компании, обеспечивающие в том числе доступ в интернет значительной части населения Саудовской Аравии, были отключены на срок более недели.
В начале 2016 года компания объявила о планах возможной приватизации части компании через процедуру IPO, что, по разным оценкам, позволило бы ей стать одной из крупнейших компаний в мире по капитализации, обогнав американскую Apple. Предположительная стоимость компании, по мнению независимого нефтяного аналитика Мохаммеда аль-Саббана, который ранее работал старшим советником саудовского министерства нефти, составляет 10 трлн долларов США.
В 2018 году бессрочные права Saudi Aramco на добычу газа и нефти в Саудовской Аравии ограничили 40 годами. За 2018 год Saudi Aramco получила рекордную в мире прибыль — компания заработала 111 млрд долларов при общей выручке 355,9 млрд долларов.
В конце 2019 года компания провела, после нескольких неудачных попыток, первичное размещение акций на Саудовской фондовой бирже, в ходе которого компания привлекла 25,6 млрд долларов, что является рекордным показателем за всю историю. Исходя из цены одной акции 8,53 доллара, компания была оценена инвесторами более чем в 1,7 трлн долларов США.
В ночь на 14 сентября 2019 года два объекта компании были атакованы беспилотниками: второе по величине в стране месторождении Хурайс и нефтеперерабатывающий завод на месторождении Абкаик.
В итоге обрушения цен на нефть 9 марта 2020 (самого крупного за последние 20 лет, на 30 %) котировки акций Saudi Aramco упали на максимально допустимые 10 %.
В июне 2020 года компания приобрела 70 % акций нефтехимической компании SABIC.
В третьем квартале 2022 года квартальная прибыль компании выросла на 39,5 % по сравнению с прибылью в третьем квартале годом ранее. В своей отчетности Saudi Aramco заявила, что рост связан с высокими ценами на нефть и увеличение объёмов её продажи. В среднем цена на «черное золото» в третьем была $101,7 за баррель, годом ранее нефть продавалась в среднем за $72,8.

## Собственники и руководство

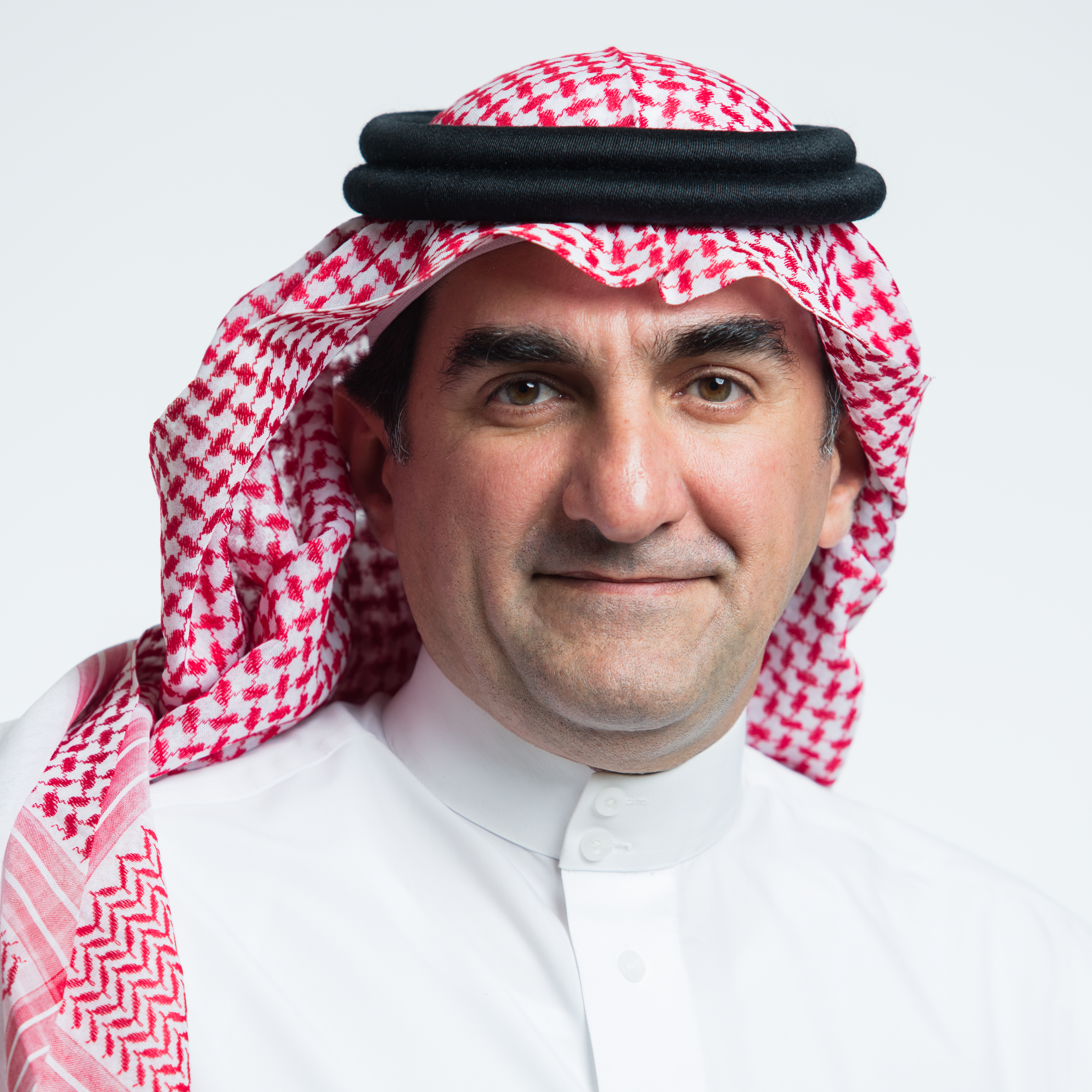
Ясир Аль-Румайям

Совет директоров по состоянию на конец 2021 года:
- Ясир Аль-Румайям (Yasir Al-Rumayyan, род. 18 февраля 1970 года) — председатель совета директоров с 2016 года, также возглавляет Суверенный фонд Саудовской Аравии и футбольный клуб Ньюкасл Юнайтед. Кроме этого председатель или член советов директоров целого ряда компаний и организаций в Саудовской Аравии и других странах (японский SoftBank, американский Uber).
- Ибрагим Аль-Ассаф (Ibrahim Abdulaziz Al-Assaf) — член совета директоров с 1999 года, Министр финансов Саудовской Аравии и управляющий Всемирного банка (оба поста с 1996 по 2016 год);
- Мохаммед Аль-Джадаан (Mohammed Al-Jadaan) — член совета директоров с 2018 года, Министр финансов Саудовской Аравии с 2016 года;
- Мохоммад Аль-Туваиджри (Mohammad M. Al-Tuwaijri) — член совета директоров с 2018 года, советник двора Саудитов;
- Эндрю Ливерис — член совета директоров с 2018 года, глава Dow Chemical с 2006 по 2018 год;
- Линн Элсенханс (Lynn Elsenhans) — член совета директоров с 2018 года, глава Sunoco с 2008 по 2012 год;
- Питер Селла (Peter Cella) — член совета директоров с 2018 года, глава Chevron Philips Chemical 2011 по 2017 год;
- Марк Вайнбергер (Mark Weinberger) — член совета директоров с 2020 года, глава Ernst & Young с 2013 по 2019 год;
- Стюарт Гулливер (Stuart Gulliver) — член совета директоров с 2021 года, глава HSBC с 2011 по 2018 год;
- Амин Хассан Нассер (Amin H. Nasser) — президент и главный исполнительный директор с 2015 года, в компании с 1982 года. Член международного совета Всемирного экономического форума и международного консультационного совета JPMorgan.
- Халид Аль-Даббаг (Khalid H. Al-Dabbagh) — член совета директоров с 2021 года, глава SABIC.

## Деятельность

Нефтяные и газовые поля, месторождения и заводы

Компания контролирует добычу нефти и природного газа на территории страны, владеет современными нефте- и газоперерабатывающими заводами. Компания имеет филиалы, совместные предприятия и дочерние компании в Китае, Японии, на Филиппинах, Республике Корея, Сингапуре, Объединённых Арабских Эмиратах, США и Великобритании. Компании принадлежит флот современных супертанкеров. Имеет большое влияние в ОПЕК.
Доказанные запасы углеводородов Saudi Aramco на 2021 год составляли 253,6 млрд баррелей в нефтяном эквиваленте, из них 196,9 млрд баррелей приходилось на нефть и газовый конденсат. Крупнейшие месторождения на конец 2018 года — Гавар (58,3 млрд баррелей), Саффания (34 млрд баррелей), Зулуф (31,3 млрд баррелей), Хурайс (21,4 млрд баррелей), Шайба (14,9 млрд баррелей), а также Абкайк, Берри, Манифа, Абу-Сафа, Ферейдун-Марджан, Катиф.
Среднесуточная добыча углеводородов составляла 12,3 млн баррелей, из них нефти 9,2 млн баррелей; экспортировалось 6,3 млн баррелей нефти в сутки. Стоимость добычи 1 барреля нефти составляла 3 доллара, в сумме с другими расходами себестоимость барреля составляла 4,9 доллара, что является одним из самых низких показателей в мире. Номинальная производительность компании составляет 12 млн баррелей в сутки, к 2027 году этот показатель планируется увеличить до 13 млн баррелей.
Компании принадлежит сеть нефтепроводов в Саудовской Аравии, связывающих места добычи нефти с портами как на восточном, так и на западном побережье страны, их пропускная способность составляет 9,6 млрд куб. футов (272 млн м³) в сутки. Кроме этого, ей принадлежит 15-процентная доля в нефтепроводе Сумед, связывающие месторождения Персидского залива со Средиземным морем через территорию Египта.
Общая производительность нефтеперерабатывающих мощностей составляет 4 млн баррелей в сутки, заводы компании имеются в Саудовской Аравии (64 % от общего объёма), США, Аргентине, Бразилии, Канаде, Мексике, Австрии, Бельгии, Великобритании, Германии, Италии, Испании, Нидерландах, Турции, Бахрейне, Индии, Малайзии, Сингапуре, Таиланде, КНР, Японии и Южной Корее.
У компании имеются свои нефтехимические предприятия (включая дочернюю компанию SABIC), их общая производительность 53,8 млн тонн в год. Крупнейшие заводы находятся в Саудовской Аравии, КНР, Японии, Южной Корее, Малайзии, США и Нидерландах.
Из 9,17 млн баррелей нефти, продаваемых компанией в среднем в день в 2021 году, 2,91 млн баррелей приходилось на Саудовскую Аравию, 5,06 млн — на другие страны Азии (Япония — 1,2 млн бррелей, Китай — 1,0 млн баррелей, Южная Корея — 0,9 млн баррелей, Индия — 0,8 млн баррелей), 440 тыс. баррелей — на Северную Америку, 522 тыс. — на Европу, 235 тыс. — на другие регионы.
Saudi Aramco является непосредственным поставщиком нефтепродуктов для 17 тысяч автозаправок, из них 5300 находятся в США, ещё 5300 в КНР и Южной Корее, 6400 в Японии и 200 в Саудовской Аравии.
У Saudi Aramco имеется совместное предприятие с российской нефтяной компанией «Лукойл» — Lukoil Saudi Arabia Energy Ltd. (LUKSAR). В начале 2007 года это СП обнаружило коммерческие залежи природного газа на блоке А, расположенном в восточной части нефтегазоносного бассейна Руб-эль-Хали (к югу от крупнейшего в мире нефтяного месторождения Аль-Гавар). Между правительством Саудовской Аравии и LUKSAR подписан договор о разработке этого блока на срок до 40 лет (общий объём инвестиций в проект, как ожидается, составит около 2 млрд долларов).
Средний коэффициент извлечения нефти на месторождениях Saudi Aramco, по заявлениям Амина Насера, составлял около 50 % в первом десятилетии XXI века (при обводнённости в 25-37 %). Существуют планы его повышении до 66-70 % на протяжении последующих 20 лет. Большая часть нефти была добыта с использованием первичных и вторичных методов нефтедобычи (закачка воды и другие методы поддержания давления), для повышения КИН вероятен переход к массовому применению третичных методов (EOR) в ближайшие десятилетия.
|                     | 2016 | 2017  | 2018  | 2019  | 2020  | 2021  | 2022  |
| ------------------- | ---- | ----- | ----- | ----- | ----- | ----- | ----- |
| Выручка             | 505  | 840   | 1194  | 1106  | 768   | 1347  | 2266  |
| Чистая прибыль      | 49,7 | 284,6 | 416,5 | 330,7 | 183,8 | 412,4 | 597,2 |
| Активы              | 940  | 1103  | 1347  | 1494  | 1914  | 2163  | 2493  |
| Собственный капитал | 735  | 826   | 1028  | 1046  | 1101  | 1281  | 1449  |